# Anna Karnauch
Anna Olegowna Karnauch (ros. Анна Олеговна Карнаух; ur. 31 sierpnia 1993 w Kiriszy) – rosyjska piłkarka wodna, reprezentantka kraju, trzykrotna olimpijka (2012 - 2020), brązowa medalistka olimpijska z Rio de Janeiro 2016 i mistrzostw świata, wicemistrzyni Europy. Gra na pozycji bramkarza.

## Kariera reprezentacyjna
W 2009 została mistrzynią świata juniorek. Od 2011 gra w seniorskiej reprezentacji Rosji, otrzymując powołania na każde kolejne igrzyska olimpijskie i mistrzostwa świata. Dwukrotnie (w 2018 i w 2020) zagrała na mistrzostwach Europy.